# Torneo del Interior 1999
El Torneo del Interior de 1999 fue la segunda edición del torneo que reúne a los mejores clubes de las uniones del interior, nombre con el que se conoce a las uniones provinciales afiliadas a la Unión Argentina de Rugby, excluyendo a la Unión de Rugby de Buenos Aires.
Esta edición fue la primera en utilizar un torneo regional como clasificatorio para decidir la distribución de cupos entre múltiples uniones sin garantizar cupos para cada unión: el Torneo Regional del Noroeste 1999 decidió los siete cupos correspondientes a las uniones de Tucumán (5), Salta (1) y Santiago del Estero (1).
Jockey Club de Córdoba ganó el torneo por segunda temporada consecutiva, venciendo 23-16 a Duendes de Rosario en la final disputada en las instalaciones de Jockey Club de Rosario. Los ocho mejores equipos del torneo clasificaron al Nacional de Clubes de 1999.

## Equipos participantes
Participaron de este torneo 46 clubes provenientes de 21 uniones provinciales. Los equipos fueron divididos en dos niveles dependiendo de su clasificación: Grupo A (24 equipos) y Grupo B (22 equipos).
Grupo A
| Unión de origen                           | Club                          | Vía de clasificación                              |
| ----------------------------------------- | ----------------------------- | ------------------------------------------------- |
| Unión Cordobesa de Rugby 6 equipos        | Jockey Club de Córdoba        | Campeón del Torneo del Interior 1998.             |
| Unión Cordobesa de Rugby 6 equipos        | Tala Rugby Club               | Campeón del Torneo Oficial de la UCR 1999.        |
| Unión Cordobesa de Rugby 6 equipos        | Universitario de Córdoba.     | 3.° puesto del Torneo Oficial de la UCR 1999..    |
| Unión Cordobesa de Rugby 6 equipos        | Córdoba Athletic Club         | 4.° puesto del Torneo Oficial de la UCR 1999..    |
| Unión Cordobesa de Rugby 6 equipos        | Club Palermo Bajo             | 5.° puesto del Torneo Oficial de la UCR 1999..    |
| Unión Cordobesa de Rugby 6 equipos        | Club La Tablada               | 6.° puesto del Torneo Oficial de la UCR 1999..    |
| Unión de Rugby de Cuyo 5 equipos          | Marista Rugby Club            | Campeón del torneo de la URC 1999.                |
| Unión de Rugby de Cuyo 5 equipos          | Los Tordos Rugby Club         | 2.° puesto del torneo de la URC 1999.             |
| Unión de Rugby de Cuyo 5 equipos          | Liceo Rugby Club              | 3.° puesto del torneo de la URC 1999.             |
| Unión de Rugby de Cuyo 5 equipos          | Teqüe Rugby Club              | 4.° puesto del torneo de la URC 1999.             |
| Unión de Rugby de Cuyo 5 equipos          | Universitario de Mendoza      | 5.° puesto del torneo de la URC 1999.             |
| Unión de Rugby de Rosario 5 equipos       | Jockey Club de Rosario        | Campeón del Torneo Oficial de la URR 1999.        |
| Unión de Rugby de Rosario 5 equipos       | Duendes Rugby Club            | 2.° puesto del Torneo Oficial de la URR 1999.     |
| Unión de Rugby de Rosario 5 equipos       | Gimnasia y Esgrima de Rosario | 3.° puesto del Torneo Oficial de la URR 1999.     |
| Unión de Rugby de Rosario 5 equipos       | Club Logaritmo Rugby          | 4.° puesto del Torneo Oficial de la URR 1999.     |
| Unión de Rugby de Rosario 5 equipos       | Universitario de Rosario      | 5.° puesto del Torneo Oficial de la URR 1999.     |
| Unión de Rugby de Tucumán 4 equipos       | Huirapuca                     | Campeón del Torneo Regional del Noroeste 1999.    |
| Unión de Rugby de Tucumán 4 equipos       | Lince Rugby Club              | 3.° puesto del Torneo Regional del Noroeste 1999. |
| Unión de Rugby de Tucumán 4 equipos       | Cardenales Rugby Club         | 4.° puesto del Torneo Regional del Noroeste 1999. |
| Unión de Rugby de Tucumán 4 equipos       | Natación y Gimnasia           | 5.° puesto del Torneo Regional del Noroeste 1999. |
| Unión de Rugby de Mar del Plata 3 equipos | Mar del Plata Club            | Campeón del torneo de la URDMP 1999.              |
| Unión de Rugby de Mar del Plata 3 equipos | Pueyrredón Rugby Club         | 2.° puesto del torneo de la URDMP 1999.           |
| Unión de Rugby de Mar del Plata 3 equipos | Jockey Club de Mar del Plata  | 3.° puesto del torneo de la URDMP 1999.           |
| Unión de Rugby de Salta                   | Gimnasia y Tiro de Salta      | Campeón del Torneo Regional del Noroeste 1999.    |

Grupo B
| Unión de origen                         | Club                          | Vía de clasificación                              |
| --------------------------------------- | ----------------------------- | ------------------------------------------------- |
| Unión de Rugby de Tucumán 2 equipos     | Universitario de Tucumán      | 6.° puesto del Torneo Regional del Noroeste 1999. |
| Unión de Rugby de Tucumán 2 equipos     | Tucumán Rugby Club            | 7.° puesto del Torneo Regional del Noroeste 1999. |
| Unión de Rugby del Alto Valle 2 equipos | Roca Rugby Club               | Campeón del Torneo Oficial de la URAV.            |
| Unión de Rugby del Alto Valle 2 equipos | Neuquén Rugby Club            | 2.° clasificado de la URAV.                       |
| Unión de Rugby del Nordeste 2 equipos   | Taragüy Rugby Club            | 1.° clasificado de la URNE.                       |
| Unión de Rugby del Nordeste 2 equipos   | Sixty Rugby Club              | 2. clasificado de la URNE.                        |
| Unión de Rugby del Sur 2 equipos        | Sociedad Sportiva             | Campeón del torneo de la URS.                     |
| Unión de Rugby del Sur 2 equipos        | Universitario de Bahía Blanca | Campeón del torneo de la URS.                     |
| Unión Entrerriana de Rugby 2 equipos    | Estudiantes de Paraná         | 1.° clasificado de la UER.                        |
| Unión Entrerriana de Rugby 2 equipos    | Club Tilcara                  | 2.° clasificado de la UER.                        |
| Unión Sanjuanina de Rugby 2 equipos     | UNSJ                          | 1.° clasificado de la USR.                        |
| Unión Sanjuanina de Rugby 2 equipos     | Paraíso Rugby Club            | 2.° clasificado de la USR.                        |
| Unión Santafesina de Rugby 2 equipos    | Universitario de Santa Fe     | 1.° clasificado de la USR.                        |
| Unión Santafesina de Rugby 2 equipos    | Cha Roga Club                 | 2.° clasificado de la USR.                        |
| Unión de Rugby Austral                  | San Jorge Rugby Club          | 1.° clasificado de la URA.                        |
| Unión de Rugby de Formosa               | Chajá Rugby & Hockey Club     | 1.° clasificado de la URF.                        |
| Unión de Rugby de Misiones              | CAPRI                         | 1.° clasificado de la URuMi.                      |
| Unión de Rugby del Oeste                | Club Los Miuras               | 1.° clasificado de la UROBA.                      |
| Unión de Rugby del Centro               | Azul Rugby Club               | 1.° clasificado de la URC.                        |
| Unión de Rugby del Valle del Chubut     | Trelew Rugby Club             | 1.° clasificado de la URVCH.                      |
| Unión Jujeña de Rugby                   | Suri Rugby Club               | 1.° clasificado de la UJR.                        |
| Unión Riojana de Rugby                  | Club Social Rugby             | 1.° clasificado de la URR.                        |

### Cambio de formato
Distribución de cupos
El formato de competición y la distribución de cupos fue cambiada durante esta temporada, además de aumentar la cantidad de equipos participantes de 43 a 46. La primera fase del torneo mantuvo su división en Grupo A y Grupo B, pero cambio la distribución de equipos, con el Grupo A pasando de 16 a 24 y el Grupo B de 27 a 22. Al Grupo A clasificaron los cinco equipos correspondientes a las uniones de Córdoba, Mendoza, Rosario y Tucumán en lugar de cuatro, además del campeón defensor. A la Unión de Rugby de Mar del Plata se le otorgaron tres cupos en el Grupo A por haber disputado la Zona Campeonato del Campeonato Argentino de Rugby de 1999 con su seleccionado provincial. Al Grupo B clasificaron un representante de cada una de las 16 uniones provinciales restantes, con las seis uniones que participaron de la Zona Ascenso del Argentino de Rugby (Alto Valle, Entre Ríos, Nordeste, San Juan, Santa Fe y Sur) recibiendo una segunda plaza.
Los siete cupos correspondientes a las uniones de Tucumán (5), Salta (1) y Santiago del Estero (1) fueron puestos en juego en el Torneo Regional del Noroeste 1999 en lugar de sus respectivos torneos provinciales. Debido a esto, los equipos clasificados al torneo provenientes de esta región difirieron de los cupos originalmente establecidos por la Unión Argentina de Rugby: Gimnasia y Tiro de Salta fue uno de los campeones del torneo regional, por lo que clasificó al Grupo A a través de uno de los cupos de Tucumán. Por otro lado, los clubes tucumanos ocuparon los siguientes seis puestos, por lo que se adjudicaron las dos plazas en el Grupo B que le correspondían originalmente a Salta y Santiago del Estero, este último acabando sin representantes en el torneo.
Formato de competencia
Ambos grupos fueron divididos en seis zonas de cuatro equipos cada una, a excepción de los últimas dos zonas del Grupo B que contaron con tres equipos. Estos grupos se resolvieron bajo el sistema de todos contra todos a una sola ronda, alternando encuentros de local y visitante. Los dos mejores equipos de cada zona en el Grupo A (12 equipos) clasificaron a los octavos de final de forma directa, mientras que los ganadores de cada zona del Grupo B clasificaron al repechaje. En el repechaje, los seis ganadores se enfrentaron entre sí, con los tres ganadores y el mejor perdedor clasificando a octavos de final (4 equipos).
A partir de octavos de final, el torneo se resolvió a eliminación directa en cuatro rondas, con la localía siendo definida por clasificación y posteriormente por sorteo. Los ocho equipos clasificados a los cuartos de final clasificaron al Torneo Nacional de Clubes de 1999.

## Zona A
Zona A1
| Pos. | Equipos           | Partidos | Partidos | Partidos | Tantos | Tantos | Tantos | Pts. |
| Pos. | Equipos           | G        | E        | P        | PF     | PC     | DP     | Pts. |
| ---- | ----------------- | -------- | -------- | -------- | ------ | ------ | ------ | ---- |
| 1.°  | Tala              | 3        | 0        | 0        | 124    | 41     | +83    |      |
| 2.°  | Cardenales        | 1        | 1        | 1        | 63     | 68     | -5     |      |
| 3.°  | Jockey Club (MDP) | 1        | 1        | 1        | 46     | 101    | -55    |      |
| 4.°  | Universitario (R) | 0        | 0        | 3        | 66     | 89     | -23    |      |

|  | Clasifica a fase final |

| 14 de agosto | Tala | 43 - 24 | Universitario (R) |                                      |                                      |
|              |      | Reporte |                   | Árbitro(s): César Dalla Torre (Cuyo) | Árbitro(s): César Dalla Torre (Cuyo) |

| 14 de agosto | Jockey Club (MDP) | 23 - 23 | Cardenales |  |  |

| 21 de agosto | Jockey Club (MDP) | 12 - 10 | Universitario (R) |  |  |

| 21 de agosto | Cardenales | 6 - 13  | Tala |  |  |
|              |            | Reporte |      |  |  |

| 28 de agosto | Universitario (R) | 32 - 34 | Cardenales |  |  |

| 28 de agosto | Tala | 68 - 11 | Jockey Club (MDP) |  |  |

Zona A2
| Pos. | Equipos             | Partidos | Partidos | Partidos | Tantos | Tantos | Tantos | Pts. |
| Pos. | Equipos             | G        | E        | P        | PF     | PC     | DP     | Pts. |
| ---- | ------------------- | -------- | -------- | -------- | ------ | ------ | ------ | ---- |
| 1.°  | Jockey Club (R)     | 3        | 0        | 0        | 144    | 48     | +96    |      |
| 2.°  | Universitario (C)   | 1        | 1        | 1        | 53     | 54     | -1     |      |
| 3.°  | Natación y Gimnasia | 1        | 0        | 2        | 78     | 95     | -17    |      |
| 4.°  | Teqüe               | 0        | 1        | 2        | 33     | 111    | -78    |      |

|  | Clasifica a fase final |

| 14 de agosto | Jockey Club (R) | 65 - 24 | Natación y Gimnasia |  |  |

| 14 de agosto | Universitario (C) | 16 - 16 | Teqüe |  |  |
|              |                   | Reporte |       |  |  |

| 21 de agosto | Universitario (C) | 13 - 8  | Natación y Gimnasia |  |  |
|              |                   | Reporte |                     |  |  |

| 21 de agosto | Teqüe | 0 - 49 | Jockey Club (R) |  |  |

| 28 de agosto | Natación y Gimnasia | 46 - 17 | Teqüe |  |  |

| 27 de agosto | Jockey Club (R) | 30 - 24 | Universitario (C) |  |  |
|              |                 | Reporte |                   |  |  |

Zona A3
| Pos. | Equipos             | Partidos | Partidos | Partidos | Tantos | Tantos | Tantos | Pts. |
| Pos. | Equipos             | G        | E        | P        | PF     | PC     | DP     | Pts. |
| ---- | ------------------- | -------- | -------- | -------- | ------ | ------ | ------ | ---- |
| 1.°  | Duendes             | 3        | 0        | 0        | 103    | 56     | +47    |      |
| 2.°  | La Tablada          | 2        | 0        | 1        | 86     | 49     | +37    |      |
| 3.°  | Gimnasia y Tiro (S) | 1        | 0        | 2        | 49     | 76     | -27    |      |
| 4.°  | Universitario (M)   | 0        | 0        | 3        | 38     | 95     | -57    |      |

|  | Clasifica a fase final |

| 14 de agosto | Gimnasia y Tiro (S) | 18 - 15 | Universitario (M) |  |  |

| 14 de agosto | Duendes | 27 - 24 | La Tablada |  |  |
|              |         | Reporte |            |  |  |

| 21 de agosto | Duendes | 50 - 13 | Universitario (M) |  |  |

| 21 de agosto | La Tablada | 35 - 12 | Gimnasia y Tiro (S) |  |  |
|              |            | Reporte |                     |  |  |

| 28 de agosto | Universitario (M) | 10 - 27 | La Tablada |  |  |

| 28 de agosto | Gimnasia y Tiro (S) | 19 - 26 | Duendes |  |  |

Zona A4
| Pos. | Equipos                | Partidos | Partidos | Partidos | Tantos | Tantos | Tantos | Pts. |
| Pos. | Equipos                | G        | E        | P        | PF     | PC     | DP     | Pts. |
| ---- | ---------------------- | -------- | -------- | -------- | ------ | ------ | ------ | ---- |
| 1.°  | Gimnasia y Esgrima (R) | 3        | 0        | 0        | 96     | 70     | +26    |      |
| 2.°  | Huirapuca              | 2        | 0        | 1        | 135    | 70     | +65    |      |
| 3.°  | Palermo Bajo           | 1        | 0        | 2        | 59     | 134    | -75    |      |
| 4.°  | Marista                | 0        | 0        | 3        | 67     | 83     | -16    |      |

|  | Clasifica a fase final |

| 14 de agosto | Marista | 26 - 29 | Palermo Bajo |  |  |
|              |         | Reporte |              |  |  |

| 14 de agosto | Huirapuca | 30 - 39 | Gimnasia y Esgrima (R) |  |  |

| 21 de agosto | Huirapuca | 75 - 11 | Palermo Bajo |  |  |
|              |           | Reporte |              |  |  |

| 21 de agosto | Gimnasia y Esgrima (R) | 24 - 21 | Marista |  |  |

| 28 de agosto | Palermo Bajo | 19 - 33 | Gimnasia y Esgrima (R) |  |  |

| 29 de agosto | Marista | 20 - 30 | Huirapuca |  |  |
|              |         | Reporte |           |  |  |

Zona A5
| Pos. | Equipos            | Partidos | Partidos | Partidos | Tantos | Tantos | Tantos | Pts. |
| Pos. | Equipos            | G        | E        | P        | PF     | PC     | DP     | Pts. |
| ---- | ------------------ | -------- | -------- | -------- | ------ | ------ | ------ | ---- |
| 1.°  | Los Tordos         | 2        | 0        | 1        | 88     | 58     | +30    |      |
| 2.°  | Lince              | 2        | 0        | 1        | 61     | 86     | -25    |      |
| 3.°  | Mar del Plata Club | 1        | 0        | 2        | 91     | 82     | +9     |      |
| 4.°  | Córdoba Athletic   | 1        | 0        | 2        | 89     | 103    | -14    |      |

|  | Clasifica a fase final |

| 14 de agosto | Mar del Plata Club | 44 - 10 | Lince |  |  |

| 14 de agosto | Los Tordos | 39 - 24 | Córdoba Athletic |  |  |
|              |            | Reporte |                  |  |  |

| 21 de agosto | Los Tordos | 15 - 21 | Lince |  |  |

| 21 de agosto | Córdoba Athletic | 38 - 34 | Mar del Plata Club |  |  |
|              |                  | Reporte |                    |  |  |

| 28 de agosto | Lince | 30 - 27 | Córdoba Athletic |  |  |

| 28 de agosto | Mar del Plata Club | 13 - 34 | Los Tordos |  |  |

Zona A6
| Pos. | Equipos         | Partidos | Partidos | Partidos | Tantos | Tantos | Tantos | Pts. |
| Pos. | Equipos         | G        | E        | P        | PF     | PC     | DP     | Pts. |
| ---- | --------------- | -------- | -------- | -------- | ------ | ------ | ------ | ---- |
| 1.°  | Jockey Club (C) | 3        | 0        | 0        |        |        |        |      |
| 2.°  | Logaritmo       | 2        | 0        | 1        | 114    | 50     | +64    |      |
| 3.°  | Pueyrredón      | 1        | 0        | 2        |        |        |        |      |
| 4.°  | Liceo           | 0        | 0        | 3        | 50     | 129    | -79    |      |

|  | Clasifica a fase final |

| 14 de agosto | Jockey Club (C) | 28 - 24 | Logaritmo |                                      |                                      |
|              |                 | Reporte |           | Árbitro(s): Alberto Gutiérrez (Cuyo) | Árbitro(s): Alberto Gutiérrez (Cuyo) |

| 14 de agosto | Pueyrredón | 24 - 20 | Liceo |  |  |

| 21 de agosto | Pueyrredón | 10 - 34 | Logaritmo |  |  |

| 21 de agosto | Liceo | 18 - 49 | Jockey Club (C) |                                             |                                             |
|              |       | Reporte |                 | Árbitro(s): Ricardo Ponce de León (Tucumán) | Árbitro(s): Ricardo Ponce de León (Tucumán) |

| 28 de agosto | Logaritmo | 56 - 12 | Liceo |  |  |

| 28 de agosto                               | Jockey Club (C) | w.o.    | Pueyrredón |  |  |
|                                            |                 | Reporte |            |  |  |
| Pueyrredón decidió no disputar el partido. |                 |         |            |  |  |

## Zona B
Zona B1
| Pos. | Equipos           | Partidos | Partidos | Partidos | Tantos | Tantos | Tantos | Pts. |
| Pos. | Equipos           | G        | E        | P        | PF     | PC     | DP     | Pts. |
| ---- | ----------------- | -------- | -------- | -------- | ------ | ------ | ------ | ---- |
| 1.°  | Universitario (T) | 3        | 0        | 0        | 79     | 41     | +38    |      |
| 2.°  | Tucumán RC        | 2        | 0        | 1        | 107    | 53     | +54    |      |
| 3.°  | Social            | 1        | 0        | 2        | 26     | 118    | -92    |      |
| 4.°  | Suri              | 0        | 0        | 3        | 0      | 0      | +0     |      |

|  | Clasifica a repechaje |

| 7 de agosto | Universitario (T) | 40 - 12 | Social |  |  |

| 7 de agosto | Tucumán RC | G.P. - P.P. | Suri |  |  |

| 14 de agosto | Tucumán RC | 78 - 14 | Social |  |  |

| 14 de agosto | Suri | P.P. - G.P. | Universitario (T) |  |  |

| 21 de agosto | Social | G.P. -P.P. | Suri |  |  |

| 21 de agosto | Universitario (T) | 39 - 29 | Tucumán RC |  |  |

Zona B2
| Pos. | Equipos | Partidos | Partidos | Partidos | Tantos | Tantos | Tantos | Pts. |
| Pos. | Equipos | G        | E        | P        | PF     | PC     | DP     | Pts. |
| ---- | ------- | -------- | -------- | -------- | ------ | ------ | ------ | ---- |
| 1.°  | Taragüy | 3        | 0        | 0        | 115    | 26     | +89    |      |
| 2.°  | Sixty   | 2        | 0        | 1        | 53     | 53     | +0     |      |
| 3.°  | CAPRI   | 1        | 0        | 2        | 63     | 88     | -25    |      |
| 4.°  | Chajá   | 0        | 0        | 3        | 55     | 119    | -64    |      |

|  | Clasifica a repechaje |

| 7 de agosto | Taragüy | 52 - 8 | Chajá |  |  |

| 7 de agosto | CAPRI | 14 - 17 | Sixty |  |  |

| 14 de agosto | CAPRI | 39 - 20 | Chajá |  |  |

| 14 de agosto | Sixty | 8 - 12 | Taragüy |  |  |

| 21 de agosto | Chajá | 27 - 28 | Sixty |  |  |

| 21 de agosto | Taragüy | 51 - 10 | CAPRI |  |  |

Zona B3
| Pos. | Equipos            | Partidos | Partidos | Partidos | Tantos | Tantos | Tantos | Pts. |
| Pos. | Equipos            | G        | E        | P        | PF     | PC     | DP     | Pts. |
| ---- | ------------------ | -------- | -------- | -------- | ------ | ------ | ------ | ---- |
| 1.°  | Roca RC            | 3        | 0        | 0        | 70     | 37     | +33    |      |
| 2.°  | UNSJ               | 2        | 0        | 1        | 123    | 59     | +64    |      |
| 3.°  | Paraíso RC         | 1        | 0        | 2        | 50     | 98     | -48    |      |
| 4.°  | Universitario (BB) | 0        | 0        | 3        | 30     | 79     | -49    |      |

|  | Clasifica a repechaje |

| 7 de agosto | Roca RC | 35 - 8 | Paraíso RC |  |  |

| 7 de agosto | UNSJ | 50 - 11 | Universitario (BB) |  |  |

| 14 de agosto | UNSJ | 50 - 23 | Paraíso RC |  |  |

| 14 de agosto | Universitario (BB) | 6 - 10 | Roca RC |  |  |

| 21 de agosto | Paraíso RC | 19 - 13 | Universitario (BB) |  |  |

| 21 de agosto | Roca RC | 25 - 23 | UNSJ |  |  |

Zona B4
| Pos. | Equipos           | Partidos | Partidos | Partidos | Tantos | Tantos | Tantos | Pts. |
| Pos. | Equipos           | G        | E        | P        | PF     | PC     | DP     | Pts. |
| ---- | ----------------- | -------- | -------- | -------- | ------ | ------ | ------ | ---- |
| 1.°  | Neuquén RC        | 2        | 0        | 1        | 69     | 63     | +6     |      |
| 2.°  | Trelew RC         | 2        | 0        | 1        | 67     | 75     | -8     |      |
| 3.°  | Sociedad Sportiva | 2        | 0        | 1        | 79     | 38     | +41    |      |
| 4.°  | San Jorge         | 0        | 0        | 3        | 48     | 87     | -39    |      |

|  | Clasifica a repechaje |

| 7 de agosto | Sociedad Sportiva | 29 - 13 | San Jorge |  |  |

| 7 de agosto | Trelew RC | 27 - 26 | Neuquén RC |  |  |

| 14 de agosto | Trelew RC | 32 - 15 | San Jorge |  |  |

| 14 de agosto | Neuquén RC | 17 - 16 | Sociedad Sportiva |  |  |

| 21 de agosto | San Jorge | 20 - 26 | Neuquén RC |  |  |

| 21 de agosto | Sociedad Sportiva | 34 - 8 | Trelew RC |  |  |

Zona B5
| Pos. | Equipos            | Partidos | Partidos | Partidos | Tantos | Tantos | Tantos | Pts. |
| Pos. | Equipos            | G        | E        | P        | PF     | PC     | DP     | Pts. |
| ---- | ------------------ | -------- | -------- | -------- | ------ | ------ | ------ | ---- |
| 1.°  | Universitario (SF) | 2        | 0        | 0        | 27     | 10     | +17    |      |
| 2.°  | Tilcara            | 1        | 0        | 1        | 10     | 27     | -17    |      |
| 3.°  | Azul RC            | 0        | 0        | 2        |        |        |        |      |

|  | Clasifica a repechaje |

| 7 de agosto | Tilcara | G.P. - P.P. | Azul RC |  |  |

| 14 de agosto | Azul RC | P.P. - G.P. | Universitario (SF) |  |  |

| 21 de agosto | Universitario (SF) | 27 - 10 | Tilcara |  |  |

Zona B6
| Pos. | Equipos               | Partidos | Partidos | Partidos | Tantos | Tantos | Tantos | Pts. |
| Pos. | Equipos               | G        | E        | P        | PF     | PC     | DP     | Pts. |
| ---- | --------------------- | -------- | -------- | -------- | ------ | ------ | ------ | ---- |
| 1.°  | Estudiantes de Paraná | 2        | 0        | 0        | 60     | 19     | +41    |      |
| 2.°  | Cha Roga              | 1        | 0        | 1        | 79     | 42     | +37    |      |
| 3.°  | Los Miuras            | 0        | 0        | 2        | 28     | 106    | +78    |      |

|  | Clasifica a repechaje |

| 7 de agosto | Cha Roga | 68 - 20 | Los Miuras |  |  |

| 14 de agosto | Los Miuras | 8 - 38 | Estudiantes de Paraná |  |  |

| 21 de agosto | Estudiantes de Paraná | 22 - 11 | Cha Roga |  |  |

## Repechaje
Los ganadores de las seis zonas del Grupo B disputaron partidos de repechaje entre sí. Los tres ganadores y el mejor perdedor (Universitario de Santa Fe) clasificaron a la fase final.
| 28 de agosto | Taragüy | 16 - 23 | Universitario (T) |  |  |

| 28 de agosto | Neuquén RC | 13 - 14 | Roca RC |  |  |

| 28 de agosto | Estudiantes de Paraná | 22 - 21 | Universitario (SF) |  |  |

## Fase final
|  | Octavos de final     | Octavos de final     | Octavos de final     |                 |            | Cuartos de final | Cuartos de final | Cuartos de final |  |                 | Semifinales           | Semifinales           | Semifinales           |  |         | Final            | Final            | Final            |  |
|  | 3 al 5 de septiembre | 3 al 5 de septiembre | 3 al 5 de septiembre |                 |            | 11 de septiembre | 11 de septiembre | 11 de septiembre |  |                 | 17 y 18 de septiembre | 17 y 18 de septiembre | 17 y 18 de septiembre |  |         | 25 de septiembre | 25 de septiembre | 25 de septiembre |  |
|  |                      |                      |                      |                 |            |                  |                  |                  |  |                 |                       |                       |                       |  |         |                  |                  |                  |  |
|  |                      |                      |                      |                 |            |                  |                  |                  |  |                 |                       |                       |                       |  |         |                  |                  |                  |  |
|  | Tala                 | Tala                 | 40                   |                 |            |                  |                  |                  |  |                 |                       |                       |                       |  |         |                  |                  |                  |  |
|  | Tala                 | Tala                 | 40                   |                 |            |                  |                  |                  |  |                 |                       |                       |                       |  |         |                  |                  |                  |  |
|  | Universitario (C)    | Universitario (C)    | 21                   |                 |            |                  |                  |                  |  |                 |                       |                       |                       |  |         |                  |                  |                  |  |
|  | Universitario (C)    | Universitario (C)    | 21                   |                 | Tala       | Tala             | 40               |                  |  |                 |                       |                       |                       |  |         |                  |                  |                  |  |
|  |                      |                      |                      |                 | Tala       | Tala             | 40               |                  |  |                 |                       |                       |                       |  |         |                  |                  |                  |  |
|  |                      |                      | Jockey Club (R)      | Jockey Club (R) | 30         |                  |                  |                  |  |                 |                       |                       |                       |  |         |                  |                  |                  |  |
|  | Jockey Club (R)      | Jockey Club (R)      | Jockey Club (R)      | Jockey Club (R) | 30         | 41               |                  |                  |  |                 |                       |                       |                       |  |         |                  |                  |                  |  |
|  | Jockey Club (R)      | Jockey Club (R)      |                      |                 |            |                  |                  |                  |  |                 |                       |                       |                       |  |         |                  |                  |                  |  |
|  | Cardenales           | Cardenales           | 19                   |                 |            |                  |                  |                  |  |                 |                       |                       |                       |  |         |                  |                  |                  |  |
|  | Cardenales           | Cardenales           | 19                   |                 |            |                  |                  |                  |  | Tala            | Tala                  | 36                    |                       |  |         |                  |                  |                  |  |
|  |                      |                      |                      |                 |            |                  |                  |                  |  | Tala            | Tala                  | 36                    |                       |  |         |                  |                  |                  |  |
|  |                      |                      | Duendes              | Duendes         | 41         |                  |                  |                  |  |                 |                       |                       |                       |  |         |                  |                  |                  |  |
|  | Duendes              | Duendes              | Duendes              | Duendes         | 41         | 53               |                  |                  |  |                 |                       |                       |                       |  |         |                  |                  |                  |  |
|  | Duendes              | Duendes              |                      |                 |            |                  |                  |                  |  |                 |                       |                       |                       |  |         |                  |                  |                  |  |
|  | Lince                | Lince                | 14                   |                 |            |                  |                  |                  |  |                 |                       |                       |                       |  |         |                  |                  |                  |  |
|  | Lince                | Lince                | 14                   |                 | Duendes    | Duendes          | 30               |                  |  |                 |                       |                       |                       |  |         |                  |                  |                  |  |
|  |                      |                      |                      |                 | Duendes    | Duendes          | 30               |                  |  |                 |                       |                       |                       |  |         |                  |                  |                  |  |
|  |                      |                      | La Tablada           | La Tablada      | 19         |                  |                  |                  |  |                 |                       |                       |                       |  |         |                  |                  |                  |  |
|  | Gim. y Esgrima (R)   | Gim. y Esgrima (R)   | La Tablada           | La Tablada      | 19         | 22               |                  |                  |  |                 |                       |                       |                       |  |         |                  |                  |                  |  |
|  | Gim. y Esgrima (R)   | Gim. y Esgrima (R)   |                      |                 |            |                  |                  |                  |  |                 |                       |                       |                       |  |         |                  |                  |                  |  |
|  | La Tablada           | La Tablada           | 25                   |                 |            |                  |                  |                  |  |                 |                       |                       |                       |  |         |                  |                  |                  |  |
|  | La Tablada           | La Tablada           | 25                   |                 |            |                  |                  |                  |  |                 |                       |                       |                       |  | Duendes | Duendes          | 13               |                  |  |
|  |                      |                      |                      |                 |            |                  |                  |                  |  |                 |                       |                       |                       |  | Duendes | Duendes          | 13               |                  |  |
|  |                      |                      | Jockey Club (C)      | Jockey Club (C) | 26         |                  |                  |                  |  |                 |                       |                       |                       |  |         |                  |                  |                  |  |
|  | Los Tordos           | Los Tordos           | Jockey Club (C)      | Jockey Club (C) | 26         | 49               |                  |                  |  |                 |                       |                       |                       |  |         |                  |                  |                  |  |
|  | Los Tordos           | Los Tordos           |                      |                 |            |                  |                  |                  |  |                 |                       |                       |                       |  |         |                  |                  |                  |  |
|  | Universitario (SF)   | Universitario (SF)   | 19                   |                 |            |                  |                  |                  |  |                 |                       |                       |                       |  |         |                  |                  |                  |  |
|  | Universitario (SF)   | Universitario (SF)   | 19                   |                 | Los Tordos | Los Tordos       | 16               |                  |  |                 |                       |                       |                       |  |         |                  |                  |                  |  |
|  |                      |                      |                      |                 | Los Tordos | Los Tordos       | 16               |                  |  |                 |                       |                       |                       |  |         |                  |                  |                  |  |
|  |                      |                      | Jockey Club (C)      | Jockey Club (C) | 21         |                  |                  |                  |  |                 |                       |                       |                       |  |         |                  |                  |                  |  |
|  | Jockey Club (C)      | Jockey Club (C)      | Jockey Club (C)      | Jockey Club (C) | 21         | 33               |                  |                  |  |                 |                       |                       |                       |  |         |                  |                  |                  |  |
|  | Jockey Club (C)      | Jockey Club (C)      |                      |                 |            |                  |                  |                  |  |                 |                       |                       |                       |  |         |                  |                  |                  |  |
|  | Universitario (T)    | Universitario (T)    | 29                   |                 |            |                  |                  |                  |  |                 |                       |                       |                       |  |         |                  |                  |                  |  |
|  | Universitario (T)    | Universitario (T)    | 29                   |                 |            |                  |                  |                  |  | Jockey Club (C) | Jockey Club (C)       | 34                    |                       |  |         |                  |                  |                  |  |
|  |                      |                      |                      |                 |            |                  |                  |                  |  | Jockey Club (C) | Jockey Club (C)       | 34                    |                       |  |         |                  |                  |                  |  |
|  |                      |                      | Huirapuca            | Huirapuca       | 31         |                  |                  |                  |  |                 |                       |                       |                       |  |         |                  |                  |                  |  |
|  | Logaritmo            | Logaritmo            | Huirapuca            | Huirapuca       | 31         | 49               |                  |                  |  |                 |                       |                       |                       |  |         |                  |                  |                  |  |
|  | Logaritmo            | Logaritmo            |                      |                 |            |                  |                  |                  |  |                 |                       |                       |                       |  |         |                  |                  |                  |  |
|  | Roca RC              | Roca RC              | 22                   |                 |            |                  |                  |                  |  |                 |                       |                       |                       |  |         |                  |                  |                  |  |
|  | Roca RC              | Roca RC              | 22                   |                 | Logaritmo  | Logaritmo        | 23               |                  |  |                 |                       |                       |                       |  |         |                  |                  |                  |  |
|  |                      |                      |                      |                 | Logaritmo  | Logaritmo        | 23               |                  |  |                 |                       |                       |                       |  |         |                  |                  |                  |  |
|  |                      |                      | Huirapuca            | Huirapuca       | 62         |                  |                  |                  |  |                 |                       |                       |                       |  |         |                  |                  |                  |  |
|  | Huirapuca            | Huirapuca            | Huirapuca            | Huirapuca       | 62         | 57               |                  |                  |  |                 |                       |                       |                       |  |         |                  |                  |                  |  |
|  | Huirapuca            | Huirapuca            |                      |                 |            |                  |                  |                  |  |                 |                       |                       |                       |  |         |                  |                  |                  |  |
|  | Estudiantes (P)      | Estudiantes (P)      | 24                   |                 |            |                  |                  |                  |  |                 |                       |                       |                       |  |         |                  |                  |                  |  |
|  | Estudiantes (P)      | Estudiantes (P)      | 24                   |                 |            |                  |                  |                  |  |                 |                       |                       |                       |  |         |                  |                  |                  |  |
|  |                      |                      |                      |                 |            |                  |                  |                  |  |                 |                       |                       |                       |  |         |                  |                  |                  |  |

Octavos de final
| 4 de septiembre | Tala | 40 - 21 | Universitario (C) |  |  |
|                 |      | Reporte |                   |  |  |

| 4 de septiembre | Jockey Club (R) | 41 - 19 | Cardenales |  |  |
|                 |                 | Reporte |            |  |  |

| 3 de septiembre | Duendes | 53 - 14 | Lince |  |  |
|                 |         | Reporte |       |  |  |

| 4 de septiembre | Gimnasia y Esgrima (R) | 22 - 25 (t.e.) | La Tablada |  |  |
|                 |                        | Reporte        |            |  |  |

| 4 de septiembre | Los Tordos | 49 - 19 | Universitario (SF) |  |  |
|                 |            | Reporte |                    |  |  |

| 4 de septiembre | Jockey Club (C) | 33 - 29 | Universitario (T) |  |  |
|                 |                 | Reporte |                   |  |  |

| 5 de septiembre | Logaritmo | 49 - 22 | Roca RC |                                             |                                             |
|                 |           | Reporte |         | Árbitro(s): Ricardo Ponce de León (Tucumán) | Árbitro(s): Ricardo Ponce de León (Tucumán) |

| 4 de septiembre | Huirapuca | 57 - 24 | Estudiantes de Paraná |  |  |
|                 |           | Reporte |                       |  |  |

Cuartos de final
| 11 de septiembre | Jockey Club (R) | 30 - 40 | Tala |  |  |
|                  |                 | Reporte |      |  |  |

| 11 de septiembre | La Tablada | 14 - 30 | Duendes |  |  |
|                  |            | Reporte |         |  |  |

| 11 de septiembre | Jockey Club (C) | 21 - 16 | Los Tordos |  |  |
|                  |                 | Reporte |            |  |  |

| 11 de septiembre | Huirapuca | 62 - 23 | Logaritmo |  |  |
|                  |           | Reporte |           |  |  |

Semifinales
| 17 de septiembre | Tala | 36 - 41 (t.e.) | Duendes | Estadio Chateau Carreras (Auxiliar), Córdoba |  |
|                  |      | Reporte        |         |                                              |  |

| 18 de septiembre | Huirapuca | 31 - 34 | Jockey Club (C) |  |  |
|                  |           | Reporte |                 |  |  |

Final
| 25 de septiembre | Duendes | 13 - 26 | Jockey Club (C) | Jockey Club, Rosario |  |
|                  |         | Reporte |                 |                      |  |

| Bandera de la Provincia de Córdoba |
| Jockey Club de Córdoba Campeón     |
| Segundo título                     |